# تلوين أساكا
  تلوين أساكا (بالإنجليزية: TALIOUINE ASSAKA)‏ هي جماعة قروية تابعة لإقليم كلميم ضمن جهة كلميم السمارة بالمغرب.  بلغ مجموع عدد سكان   تلوين أساكا حسب إحصاءات 2004 حوالي  1020 نسمة من بينهم 2 أجانب يعيشون في 205  أسرة.

## إحصاء عام
| السنة | عدد السكان | عدد الأسر | عدد الأجانب |
| ----- | ---------- | --------- | ----------- |
| 1994  | 1201       | 203       | °°°°        |
| 2004  | 1020       | 205       | 2           |